# Joseph Benoît
Pour les articles homonymes, voir Benoît.
Joseph Marie Benoît né le 15 septembre 1812 d'une famille paysanne de Saint-Martin-de-Bavel dans l'Ain et mort le 2 mars 1880 à Lyon (6e arrondissement), est un canut, membre des sociétés secrètes qui propageront la foi républicaine, fondateur du premier club révolutionnaire de Lyon, et député ouvrier en 1848. Converti au mutualisme par Pierre Joseph Proudhon, il sera arrêté et banni après le coup d'État du 2 décembre 1851. Il rédigera lors de son exil les « Confessions d'un prolétaire », manuscrit de 426 pages, gardé à la bibliothèque de Lyon, qui retrace les luttes de classe, de justice sociale, etc.

## Situation historique
Le 30 juillet 1830 à Lyon, les canons sont braqués sur la foule, les baïonnettes pourchassent les tisseurs, les compagnons et les ouvriers en soie tentent de s'enfuir de la Guillotière vers la Croix-Rousse.
Parmi ces manifestants, un jeune homme de 18 ans, le regard grave, crie « Vive la liberté ! Vive la république ! »

## Biographie
Joseph Benoît, révolutionnaire de par son père qui veut lui donner une éducation, le confie à un ami de Genève qui lui enseigne la fabrication des montres et l'encourage à lire Jean-Jacques Rousseau.
En 1825, marqué par la vie en Suisse et les rêveries mystiques, il quitte la vie moderne pour poursuivre ses études au collège de Belley. Il refuse de faire sa première communion et rompt avec le catholicisme, mais le destin fera appel à lui, quand sa famille ruinée lui demandera de travailler… Connaissant déjà Lyon, il se fera engager par un fabricant de tulle bobin, et entre ainsi dans la grande famille des canuts, artisans de la soie, qui font la gloire de la ville de Lyon.
La reprise économique de l'Empire et de la Restauration ne profite qu'à celle des marchands et fabricants, mais jamais aux ouvriers cardeurs, dévideurs, ourdisseurs et teinturiers, qui, pourtant, font de la soierie de luxe et de prestige.
Joseph Benoît entend parler d'un certain Pierre Charnier chef d'atelier qui a créé une association philanthropique, le Devoir mutuel, avec pour slogan « Réunissons nous, instruisons nous, apprenons que nos intérêts et notre honneur nous commandent l'union ».
Une sorte de syndicat d'esprit nouveau naît et, quatre ans plus tard, en 1831, les canuts demandent un tarif minimum des prix de façon, la grève est déclenchée et les manifestants scandent « Point de navette sans deux sols !! »

### Les révoltes des deux sous
Cette révolte est durement matée et, en 1831, les compagnons défilent dans les rues en réclamant un salaire minimum et obtiendront le soir même un tarif élaboré entre les syndicats des fabricants et ceux de la canuserie. Le gouvernement remet en cause les conventions collectives, le travail cesse à nouveau, les canuts redescendent dans les rues, et c'est l'affrontement ; l'armée, commandée par le maréchal Jean-de-Dieu Soult à la tête de 20 000 hommes, évacue Lyon. Joseph Benoît prend conscience de la force du nombre et participe au  journal ouvrier L'Écho de la fabrique créé en 1831. À la suite d'une diminution du tarif une nouvelle grève naît, les meneurs sont arrêtés pour violation de la loi, Lyon s'insurge et, six jours après, l'opposition est écrasée.

### La société des fleurs
Joseph Benoît s'installe à son compte avec deux de ses confrères pour tisser le velours, ils se sentent libres et indépendants. Joseph instaure la communauté des biens ainsi que la république et, obsédé par la propagande, crée en 1835 la Société des fleurs dont chaque adhérent porte le nom d'une fleur ou d'une plante. Sur le modèle des sociétés secrètes, ils se réunissent dans les bois ou au bord de la Saône ; peu de temps après, plusieurs sociétaires sont poursuivis, arrêtés et incarcérés. Alors Joseph Benoît regroupe les rescapés et, en 1837, ils se joignent à la Société des familles de Armand Barbès, Louis Auguste Blanqui et Martin Bernard, organisation qui sera l'instrument des idées socialistes. Il fonde à Lyon vers le milieu de l'année 1838, la « Société des égaux » rattachée à la « Société des familles » de Paris.
Joseph Benoît se marie en 1840 avec une fille-mère qui adoptera ses idées. Passionné de philosophie, d'histoire et de journalisme, il écrira, à partir de 1845, dans le journal La Fraternité une série d'articles sur l'économie et le social.

### La République
La monarchie s'écroule en 1848 sous la pression de l'opposition bourgeoise et la République est proclamée à Lyon le 28 février. Joseph Benoît est nommé membre du comité révolutionnaire, désigné pour régler les différends entre patrons et ouvriers et chargé de nourrir plus de 30 000 familles ouvrières installées dans les casernes. 
Le 23 avril 1848, Joseph Benoît est élu député du Rhône sous l'étiquette babouviste-communiste est accueilli par une ovation du peuple rassemblé place des Terreaux et, le 4 mai, il assiste à la première assemblée nationale où il militera pour la suppression de l'impôt sur le sel, le droit au travail, l'amnistie générale, contre l'interdiction des clubs, etc. 
Il est réélu le 13 mai 1849 sous l'étiquette Montagne
En février 1850, lors de la discussion sur la loi Falloux, il dépose un amendement et monte à la tribune : « … à partir du 1er janvier 1851, l'instruction primaire sera gratuite et obligatoire. Les enfants, empêchés par la distance de suivre les écoles du chef-lieu de la commune, et que les parents ne pourront entretenir à leurs dépens, seront logés et nourris aux frais de l'État ou des départements… »

### Louis-Napoléon Bonaparte
Le 2 décembre 1851, sortant de l'assemblée, il est arrêté avec Eugène Sue ; conduit au secret dix-sept jours, il est transféré avec trente-quatre de ses collègues à Sainte-Pélagie. Un décret du 9 janvier 1852, signé par Napoléon III et Morny, les déclare bannis. Joseph Benoît, assigné au village de Saint-Hubert dans les Ardennes, s'enfuit en Belgique pour Deinze, Bruxelles puis Anvers. 
Il cherche en vain à travailler chez un tisseur, mais devant tant d'hostilité, il décide de se rendre à Genève où il survivra en publiant ses souvenirs : Souvenirs de la République de 1848 et Les Invisibles.
Son fils légitime, Émile, meurt à l'âge de vingt-quatre ans en août 1866 ; il dira de lui : « …un caractère plein de franchise, de grandeur et de noblesse… ».

## Amnistie
Sa déception est grande, lorsqu'il rentre en France après treize ans d’exil, il se sent étranger à Lyon. Le 4 septembre 1870 c'est la capitulation de Patrice de Mac-Mahon à Sedan, la république est proclamée.
Le 16 septembre, il est élu au conseil municipal du premier arrondissement, mais sa vivacité et son enthousiasme ne sont plus aussi fermes, il apparaît comme un modéré, un conciliateur, il condamne l'intransigeance des communards et des versaillais. Devenu radical, il sera révoqué et achèvera sa vie au côté de Marie, sa fille adoptive, qui tenait une papeterie à Lyon, cours Lafayette.
Il meurt le 2 mars 1880, l'année où Jules Guesde reprend sa vieille revendication lyonnaise du tarif minimum pour laquelle il s'était battu.

## Sources
- « Joseph Benoît », dans Adolphe Robert et Gaston Cougny, Dictionnaire des parlementaires français, Edgar Bourloton, 1889-1891 [détail de l’édition]
- Dictionnaire biographique, mouvement ouvrier, mouvement social : notice biographique.
- Historia : no 459 de mars 1985.